# 美洲城市大學
美洲城市大學（英語：American City University）是美国加州專上教育部 (BPPE) 註冊的私立大學，總部設於弗雷斯诺。該院校亦是加州私立專上院校聯會（CAPPS）的會員。

## 牌照及認證
美洲城市大學於2009年5月成為了加州私立專上院校聯會的會員。加州私立專上院校聯會是美國加州最大的私立大專院校聯會，包括了營利性、非牟利及宗教性的大專院校的專業組織，但並不是學歷認證機構。

## 外部連結
- 官方网站